# Jules Barigny
ʽJules Barigny’ est un cultivar de rosier obtenu en 1886 par le rosiériste français Eugène Verdier. Ce rosier est dédié à l'architecte de Meaux, Jules Barigny, membre de la Société littéraire et historique de la Brie.

## Description
Les fleurs doubles de ce rosier remontant s'ouvrent dans une forme sphérique parfaite. Elles sont d'une couleur lie-de-vin profond.
Ses rameaux portent des branchettes de 5 à 7 folioles vert clair oblongues presque sans pointe, très plates et largement dentées.
Ce cultivar se plaît dans une situation ensoleillée.
Cette rose parfumée était encore à la mode au début du XXe siècle et figurait en 1902 à la roseraie de L'Haÿ-les-Roses. On peut l'admirer à la roseraie du château du Mesnil-Geoffroy à Ermenouville.